# Madonna dei Candelabri
La Madonna dei Candelabri è un dipinto a olio su tavola (diametro 65 cm) di Raffaello Sanzio con aiuti, databile al 1513-1514 circa e conservato nel Walters Art Museum di Baltimora.

## Storia
L'opera proviene dalla collezione Borghese di Roma, e viene di solito fatta risalire agli anni della Stanza di Eliodoro.
La critica ha dibattuto il problema dell'autografia. Secondo Cavalcaselle è riferibile al Sanzio la sola figura della Madonna, oltre all'ideazione. Le parti restanti, in particolare gli angeli, sarebbero opera di un collaboratore, forse Giulio Romano.

## Descrizione e stile
Il tondo, in uno stato di conservazione non eccelso, mostra la Madonna col Bambino tra due angeli reggifiaccola, da cui il nome. Maria è seduta a mezza figura, col Bambino sulle ginocchia. Le due figure principali, aggraziate e unite da amorevoli gesti, sono ruotate l'una verso l'altra, riempiendo un'ellissi centrale di grande effetto monumentale, che sembra preannunciare la Madonna della Seggiola.
Il motivo dei candelabri è una colta citazione antiquaria, derivata da rappresentazioni imperiali dell'antica Roma e che qualifica Cristo e Maria come re e regina del cielo.